# Jiquilisco
Jiquilisco es un distrito del municipio de Usulután Oeste en el departamento de Usulután, El Salvador. Según el censo oficial de 2024 tiene una población de 44.271 habitantes.

## Historia
El poblado de Jiquilisco es de origen lenca, su nombre original era Xiriualtique (también mencionado como Xiribaltique) qué significa "Lugar en la Bahía de las Estrellas", y que sería el lugar donde el conquistador español Pedro de Alvarado construiría sus embarcaciones para ir rumbo al Perú (en 1533) o a las especiarias (en 1539); más adelante, los españoles le darían a la bahía el nombre de Espíritu Santo, y se le daría el nombre actual a la población (que significa en potón o Lenca salvadoreño "Hombres de Añil", ya que viene de xiquilit 'la planta donde se extrae el color añil' e ishko 'hombre'). Para 1550 era un asentamiento importante, pues tenía unos mil residentes. En el siglo XVIII, de acuerdo a Pedro Cortés y Larraz, existían unas 451 personas. Pertenecía en ese tiempo al partido de Usulután.
En un informe de policía hecho por el inspector de policía del departamento de San Miguel, Manuel Zepeda, hecho en el 14 de junio de 1847 hecho al gobernador de San Miguel, J. Ávila, se informó que mandó cercar, para que el tráfico del ganado no las seque, las fuentes de donde toman agua. Notó que el ganado causaban perjuicios en el templo, cabildo, escuela y casas particulares y por esto mandó cercar todo el pueblo a costa de los dueños de ganado.
En la época republicana, Jiquilisco obtuvo el título de villa en 1874, y para 1890 su población ascendía a 1.640 habitantes. El título de ciudad le fue otorgado en 1928.

## Información general
El distrito cubre un área de 429,99 km² y la cabecera tiene una altitud de 40 m s. n. m. El topónimo Lenca salvadoreño Xiquilisco significa "Hombre de Añil. Las fiestas patronales se celebran en el mes de agosto en honor a la Virgen del Tránsito.